# Madeleine Pagès
Madeleine Pagès née le 14 novembre 1892 à La Roche-sur-Yon et morte le 2 mars 1965 à Antibes, est une professeur de lettres française, fiancée au poète Guillaume Apollinaire qui lui dédiera plusieurs poèmes et dont les lettres seront réunies dans les lettres à Madeleine.

## Relation avecGuillaume Apollinaire[1]
Fin 1914, Madeleine Pagès est professeur de lettres au lycée de jeunes filles d'Oran. Son père, professeur de philosophie, est décédé, et elle vit avec sa mère et ses cinq jeunes frères. Elle vient passer les vacances de Noël à Nice dans la famille de son frère ainé, sous-lieutenant d'artillerie.
Le 2 janvier 1915, elle prend le train à Nice pour rejoindre Marseille et s'embarquer le soir même sur le bateau qui la ramènera en Algérie. Dans son compartiment monte alors Guillaume Apollinaire qui, au terme d'une courte permission passée avec sa maîtresse Louise de Coligny-Châtillon (Lou), rejoint son 38e régiment d'artillerie de campagne à Nîmes.
La conversation s'installe rapidement entre le poète et la jeune fille ; ils parlent notamment de poésie. Avant que Madeleine ne descende, il lui promet de lui faire parvenir son ouvrage Alcools: elle lui donne son adresse. Apollinaire la décrit à Lou dans sa lettre datée du 2 janvier 1915 : « La jeune fille est professeur de lettres au Lycée de jeunes filles d'Oran, assez intelligente d'ailleurs et je crois honnête »
Apollinaire lui écrit sa première lettre le 16 avril 1915. Le poète est alors artilleur sur le front, dans le nord de la France.
Très rapidement, le dialogue épistolaire s'installe. Le ton est d'abord courtois, puis vite audacieux. Le poète se plaît à se souvenir de la beauté de Madeleine, et lui demande très souvent de nouvelles photographies. Ils se déclarent finalement leur amour en juillet puis, sans avoir revu Madeleine, Apollinaire demande sa main à sa mère le 10 août 1915 ; elle accepte de la lui donner. Il ne commence à la tutoyer que le 25 août 1915.
Les poèmes s'invitent dans les lettres, certains fort érotiques depuis les fiançailles épistolaires (Les neuf portes de ton corps).
À l'occasion d'une permission longtemps attendue, Apollinaire traverse la Méditerranée fin décembre 1915 pour passer 15 jours à Oran chez Madeleine.
Après son retour sur le front, Apollinaire est blessé par un éclat d'obus le 17 mars 1916. Pendant sa convalescence, il écrit moins de lettres, se fait distant. Il se dit "très émotionnable" (26 août 1916) et refuse de recevoir la visite de Madeleine. Les dernières lettres de sa correspondance avec Madeleine sont datées de novembre 1916.

## Après Apollinaire
Madeleine ne se mariera pas. Elle continuera d'enseigner les lettres dans des lycées de jeunes filles, à Saint-Cloud jusqu'en 1949 puis à Nice. Elle meurt à Antibes le 2 mars 1965.

## Correspondance
De nombreuses publications clandestines des poèmes d'Apollinaire à Madeleine circulent depuis 1916. En 1952, Madeleine Pagès accepte une première édition des lettres de son fiancé (Tendre comme le souvenir, collection Blanche, Gallimard) mais elle impose de nombreuses coupures et son nom n'est pas mentionné. Une deuxième édition voit le jour après sa mort en 1966, mais elle est encore incomplète. Ce n'est qu'en 2005 que l'intégrale des lettres à Madeleine est enfin éditée.